# Вангероге (аеродром)
Аеродром Вангероге – невеликий аеродром на німецькому острові Вангероге, що знаходиться в землі Нижня Саксонія. Офіційна назва - нім. Verkehrslandeplatz Wangerooge.

## Історія
Повітряний рух на острів розпочався у 1920-х роках. З 1920 року між Берліном, Бременом та Вангероте функціонувала авіапоштова служба, яка з 1921 розпочала перевозити також людей. У 1933 році здійснила рейс літаком Юнкерс Ю-52 на острів компанія Lufthansa. У 1934 році Люфтваффе переобладнали аеродром на військовий. Аеродром був вражений під час повітряного нальоту у 1945 році. Після Другої світової війни союзники підірвали також ангар літаків у рамках заходів демілітаризації на острові. Аеродром був відновлений у 1966 році. У 2000 році будівля терміналу була повністю перебудована.

## Смуги
Аеродром має дві злітньо-посадкові смуги. Найдовша злітньо-посадкова смуга має асфальтове покриття та її довжина становить 850 м. Вона затверджена для всіх літальних апаратів з максимальною злітною масою 5700 кг. Інша смуга має ґрунтове покриття та її довжина становить 500 м. Вона затверджена для літальних апаратів з вагою до 2000 кг.
Аеродром для нічних польотів не дозволений. На аеродромі немає заправної станції. Найближчий пункт заправки знаходиться на аеродромі JadeWeser (EDWI), що близько 33 км на південний схід від Вангероге.